# Екорегіони Перу
Іспанці, одразу після прибуття до Перу та встановлення колонії на цій території, поділили країну на три природні регіони, що істотно відрізнялися географічно, економічно та політично. Цими регіонами були:
- Коста (Costa) — вузька прибережна смуга, переважно посушлива, що протяглася вузькою смугою на 2270 км уздовж усього перуанського узбережжя.
- Сьєра (Sierra) — гірські райони висотою 4000-6000 м над рівнем моря, що протягнулися смугою до 320 км завширшки через всю країну.
- Сельва (Selva) — включає нижню частину східних схилів Анд і прилеглі до них плоскі рівнини басейну Амазонки, займаючи понад половину загальної площі країни.

В середині 20 століття перуанський географ Хавьєр Пульґар Відаль, що протягом довгого часу досліджував біогеографічне те культурне річноманіття Перу, запропонував поділ на вісім окремих природних регіонів. В 1941 році цей поділ був затверджений на III генеральній асамблеї Панамериканського інституту географії та історії. Цей поділ наступний:
- Чала (Chala) або Коста (Costa) — прибережна смуга сухих тропічних саван та пустель, розташована на висотах до 500 м над рівнем моря
- Юнга (Yunga)
  - Морська юнга — район субтропічних пустель і напівпустель на західному схилі Анд з висотами 500—2300 м
  - Річкова юнга — вологий субтропічних регіон, розташований на східному схилі Анд з висотами 1000—2300 м
- Кечуа (Quechua) — район з висотами 2300 — 3500 м, сильно розчлениваний вузькими долинами
- Суні (Suni) або Халка (Jalca) — сухий та холодний район з висотами 3500 — 4100 м
- Пуна (Puna) — район холодних високогірних плато з висотами 3500 — 4100 м, зокрема найпівнічніша частина плато Пуна
- Ханка (Janca) — найвищі високогірні вершини країни
- Рупа-Рупа (Rupa-Rupa) або Високі джунглі — вологий тропічний район з висотами 400 — 1000 м на схід від Анд
- Омаґуа (Omagua) або Низькі джунглі — ділянка Амазонської низовини з висотами 90 — 400 м, вкрита вологим тропічним лісом